# Campeonato Nacional de Rodeo de 1993
El XLV Campeonato Nacional de Rodeo se realizó desde el 2 al 4 de abril de 1993 en la ciudad de Rancagua y fue ganado por los jinetes Hugo Cardemil y José Astaburuaga, ambos representando a la Asociación Curicó.

## Desarrollo del campeonato
Los rodeos clasificatorios para acceder al campeonato nacional se disputaron en las medialunas de Temuco (clasificatorio sur), San Fernando (clasificatorio norte) y Los Andes (repechaje).
El campeonato resultó muy atractivo para la gran cantidad de espectadores que asistieron a la Medialuna Nacional. La última etapa de la Serie Campeones, más conocida como el cuarto animal del Champion de Chile en el ambiente corralero, fue disputada entre seis colleras, lo que se perfilaba como la instancia decisiva del XLV Nacional.
La collera integrada por los jinetes Dinamarca y Mondaca fue la primera en salir al apiñadero, totalizando 21 puntos. A Cardemil y Astaburuaga en "Embeleco" y "Culateo" no les fue muy bien, ya que finalizaron con 25 puntos, lejos de lo esperado de la collera curicana. Galaz y Muñoz en "Dedal de Oro" y "Mate Amargo" totalizaron 26 puntos. Cardemil y Astaburuaga volvieron nuevamente al apiñadero, montados ahora en "Esquinazo" y "Reservado" logrando el título de campeones con 36 puntos, a un punto del récord de puntaje de ese entonces que fue alcanzado el año anterior. Después corrieron nuevamente Galaz y Muñoz "Pajarraco" y "Pirén", logrando 31 puntos y ubicándose en el segundo lugar. A pesar de que faltaba una última collera por correr, la de Loaiza y Tamayo, Astaburuaga y Cardemil ya eran campeones, porque aunque hicieran una carrera perfecta (13 puntos) era imposible que fueran campeones. En ese momento los curicanos se abrazaban por el título y además porque, por primera vez en la historia del rodeo chileno, cuatro colleras de una misma asociación, la de Curicó, lograba ocupar los primeros cuatro lugares.

## Resultados

### Serie de campeones
| Cuarto Animal 1993 | Cuarto Animal 1993                  | Cuarto Animal 1993             | Cuarto Animal 1993 | Cuarto Animal 1993 |
| ------------------ | ----------------------------------- | ------------------------------ | ------------------ | ------------------ |
| Lugar              | Jinetes                             | Caballos                       | Asociación         | Puntaje            |
| 1º                 | Hugo Cardemil y José Astaburuaga    | "Esquinazo" y Reservado"       | Curicó             | 36                 |
| 2º                 | Pedro Galaz y Jack Muñoz            | "Pajarraco" y "Pirén"          | Curicó             | 31                 |
| 3º                 | Pedro Galaz y Jack Muñoz            | "Mate Amargo" y "Dedal de Oro" | Curicó             | 26                 |
| 4º                 | Hugo Cardemil y José Astaburuaga    | "Embeleco" y "Culatero"        | Curicó             | 25                 |
| 5º                 | Juan Carlos Loaiza y Eduardo Tamayo | "Escogido" y "Lolero"          | Valdivia           | 24                 |
| 6º                 | Renato Dinamarca y Carlos Mondaca   | "Barcaza" y "Carioca"          | Valdivia           | 21                 |

### Serie Mixta-Criaderos
- 1.º Lugar: Gonzalo Vial y Guillermo Barra en "Desganada" y "Lechón" (O'Higgins), 32 puntos.[4]
- 2.º Lugar: Marcelo Guzmán y José Márquez en "Majadero" y "Malú" (Arauco), 20 puntos.
- 3.º Lugar: Pablo Espinosa y Alberto Vargas en "Corsario" y "Pestillo" (Curicó), 18 puntos.

### Serie Caballos
- 1.º Lugar: Juan Carlos Loaiza y Eduardo Tamayo en "Escogido" y "Lolero" (Valdivia), 37 puntos.[5]
- 2.º Lugar: Pedro Galaz y Jack Muñoz en "Pajarraco" y "Pirén" (Curicó), 28 puntos.
- 3.º Lugar: Camilo Padilla y Joaquín Grob en "Capacho" y "Mordisco" (Valdivia), 28 puntos.

### Serie Yeguas
- 1.º Lugar: Ricardo de la Fuente y Eduardo Tamayo en "Escultura" y "Estribera" (Valdivia), 24 puntos.[6]
- 2.º Lugar: Adolfo Ramírez y Misael Ramírez en "Cachita" y "Rancherita" (Talca), 23 puntos.
- 3.º Lugar: Eugenio Mendoza y Alejandro Loaiza en "Cuchi-Cuchi" y "Guaraca" (Valdivia), 16 puntos.

### Serie Potros
- 1.º Lugar: Hugo Cardemil y José Astaburuaga en "Esquinazo" y "Reservado" (Curicó), 31 puntos.[7]
- 2.º Lugar: Eduardo Tamayo y Ricardo de la Fuente en "Escorpión" y "Especial" (Valdivia), 27 puntos.
- 3.º Lugar: Jack Muñoz y Pedro Galaz en "Mate Amargo" y "Dedal de Oro" (Curicó), 27 puntos.

### Primera Serie Libre A
- 1.º Lugar: Alfonso Angulo y Marcelo Redlich en "Cara Sucia" y "Catalina" (Osorno y Llanquihue), 32 puntos.[8]
- 2.º Lugar: Patricio Fresno y Patricio Palma en "Rotita" y "Riojana" (O'Higgins), 28 puntos.
- 3.º Lugar: Jack Muñoz y Pedro Galaz en "Cabo de Hornos" y "Chaco" (Curicó), 28 puntos.
- 4.º Lugar: Luis de la Jara y José de la Jara en "Arrebato" y "Obligado" (Maipo), 22 puntos.
- 5.º Lugar: Hernán Monsalve y Marcelo Monsalve en "Arrinconada" y "Entorchada" (Curicó), 28 puntos.

### Primera Serie Libre B
- 1.º Lugar: Enrique Schwalm y José Astaburuaga en "Estribillo II" y "Lamentado" (Osorno y Curicó), 33 puntos.[9]
- 2.º Lugar: Alberto Yáñez y Eduardo Cortés en "Espontáneo" y "Estrellón" (Valdivia), 31 puntos.
- 3.º Lugar: René Guzmán y Antonio Bathich en "Palenque" y "Regalito" (Maipo), 29 puntos.
- 4.º Lugar: Luis Pérez y Aliro Pérez en "Ollín" y "Escrupuloso" (Osorno), 27 puntos.
- 5.º Lugar: Jaime Fuentes y Alejandro Fuentes en "Campera" y "Chiquitita" (Talca y Cautín), 27 puntos.

### Segunda Serie Libre A
- 1.º Lugar: Hugo Cardemil y José Astaburuaga en "Embeleco" y "Culateo" (Curicó), 32 puntos.[10]
- 2.º Lugar: Felipe Jiménez y José Reyes en "Canteado" y "Labriego" (Melipilla), 29 puntos.
- 3.º Lugar: Alfonso Navarro y Fernando Navarro en "Cadejo" y "Brasero" (Curicó), 29 puntos.
- 4.º Lugar: Gastón Salazar y Pedro Salazar en "Por Fin" y "Solitario" (Talca), 28 puntos.

### Segunda Serie Libre B
- 1.º Lugar: Pedro Galaz y Jack Muñoz en "Pretenciosa" y "Jardinera" (Curicó), 29 puntos.[11]
- 2.º Lugar: Juan Martínez y Ricardo González en "Plataforma" y "Chingana" (O'Higgins), 29 puntos.
- 3.º Lugar: Guillermo Trivelli y Leonel Quintana en "Obligado" y "Chamullento" (Santiago), 27 puntos.
- 4.º Lugar: Hernán Monsalve y Francisco Navarro en "Malicioso" y "Yelcho II" (Osorno), 26 puntos.

### Tercera Serie Libre A
- 1.º Lugar: Juan Cardemil y Alfonso Navarro en "Filtrado" y "Jadeo" (Curicó), 28 puntos.[12]
- 2.º Lugar: Mariano Torres y Gabriel Orphanopoulos en "Enano Maldito" y "Salteo" (Linares), 27 puntos.
- 3.º Lugar: Renato Dinamarca y Carlos Mondaca en "Barcaza" y "Carioca" (Valdivia), 24 puntos.

### Tercera Serie Libre B
- 1.º Lugar: Eugenio Mendoza y Alejandro Loaiza en "Sartén" y "Estampilla" (Valdivia), 28 puntos.[13]
- 2.º Lugar: Ricardo Pozo y José Pozo en "Cuatrero" y "Rempuja" (Talca), 22 puntos.
- 3.º Lugar: Patricio Navarro y Héctor Navarro en "Amuleto" y "Mañungo" (Osorno), 21 puntos.

### Movimiento de la riendɑ
- José Manuel Rey en "Fantoche", 58 puntos.

### Sello de raza
- "Mañungo", de Manuel Jiménez C.

## Clasificatorios
- Temuco: Eugenio Mendoza y Alejandro Loaiza en "Cuchi-Cuchi" y "Guaraca" (Valdivia), 31 puntos.[14]
- San Fernando: Pablo Espinosa y Alberto Vargas en "Corsario" y "Pestillo" (Curicó), 30 puntos.[15]
- Los Andes: Hugo Cardemil y José Astaburuaga en "Embeleco" y "Culateo" (Curicó), 26 puntos.[16]

## Cuadro de honor temporada 1992-1993

### Jinetes
- 1.º José Astaburuaga[17]
- 2.º Hugo Cardemil
- 3.º Jack Muñoz
- 4.º Pedro Galaz
- 5.º Eduardo Tamayo
- 6.º Juan Carlos Loaiza
- 7.º Felipe Jiménez
- 8.º Renato Dinamarca
- 9.º Alfonso Navarro
- 10.º Patricio Palma

### Caballos
- 1.º Escogido
- 2.º Pajarraco
- 3.º Pirén
- 4.º Lolero
- 5.º Culateo
- 6.º Embeleco
- 7.º Capacho
- 8.º Cabo de Hornos
- 9.º Mordisco
- 10.º Corsario

### Yeguas
- 1.º Riojana
- 2.º Carioca
- 3.º Barcaza
- 4.º Rotita
- 5.º Entorchada
- 6.º Desganada
- 7.º Cuchi-Cuchi
- 8.º Arrinconada
- 9.º Catalina
- 10.º Estribera

### Potros
- 1.º Reservado
- 2.º Esquinazo
- 3.º Dedal de Oro
- 4.º Mate Amargo
- 5.º Yelcho II
- 6.º Canteado
- 7.º Lamentado
- 8.º Estribillo II
- 9.º Cadejo
- 10.º Escorpión